# Epirrhoe plebeculata
Epirrhoe plebeculata là một loài bướm đêm trong họ Geometridae.